# Gārāneh
Gārāneh (persiska: قارانِه, گارانه, Qārāneh) är en ort i Iran.   Den ligger i provinsen Västazarbaijan, i den nordvästra delen av landet, 600 km väster om huvudstaden Teheran. Gārāneh ligger 1 588 meter över havet och antalet invånare är 421.
Terrängen runt Gārāneh är kuperad österut, men västerut är den bergig.Runt Gārāneh är det ganska tätbefolkat, med 185 invånare per kvadratkilometer. Närmaste större samhälle är Silvana, 11,2 km norr om Gārāneh. Trakten runt Gārāneh består i huvudsak av gräsmarker.